# خايرو غونزاليس
خايرو غونزاليس (بالإسبانية: Jairo González)‏ (27 فبراير 1992 بغوادالاخارا في المكسيك - ) هو لاعب كرة قدم مكسيكي في مركز الدفاع. لعب مع تايجرز أونال ونادي جامعة غوادالاخارا ونادي غوادالاخارا ودورادوس سينالوا.

## وصلات خارجية
- خايرو غونزاليس على موقع قاعدة بيانات كرة القدم.إي يو (الإنجليزية)
- خايرو غونزاليس على موقع Soccerway.com (الإنجليزية)
- خايرو غونزاليس على موقع AS.com (الإسبانية)